# Дендрарий Чадуика
Дендрарий Чадуика (англ. Chadwick Arboretum) — дендрарий при Университете штата Огайо в Колумбусе (Огайо, США). Дендрарий был открыт в 1979 года и назван в честь преподавателя и исследователя Льюиса Чадуика.

## История
Сады на Лейн-авеню были созданы в 1979 году факультетом садоводства и промышленности Университета для использования в учебных и исследовательских целях. Ряд растений были перевезены из старых садов факультета садоводства, которые располагались тогда за Кэмпбелл-Холлом. В 1980 году сад был назван в честь доктора Льюиса К. Чедвика.

## Описание
Дендрарий расположен на площади в 25 га в кампусе сельского хозяйства Университете штата Огайо. Основная коллекция дендрария расположена прямо напротив Лейн-авеню от многоцелевого стадиона Шоттенштейна, а другие коллекции находятся неподалеку. Дендрарий открыт ежедневно и открыт для публики.
В нём произрастает около 1 тысячи деревьев, представляющих более 120 видов, которые растут по всему Огайо, а также особые коллекции хвойных и ив.
Дендрарий включает учебный сад и специализированные сады для однолетних растений, хост, многолетних растений, роз и полевых цветов. В совокупности эти сады представляют собой одну из самых разнообразных коллекций флоры в штате с хорошим выбором местных растений Огайо, многолетних растений, тропических растений, полевых цветов, древесных растений и более 400 сортов однолетних растений.

## Галерея

Дендрарий Чадуика
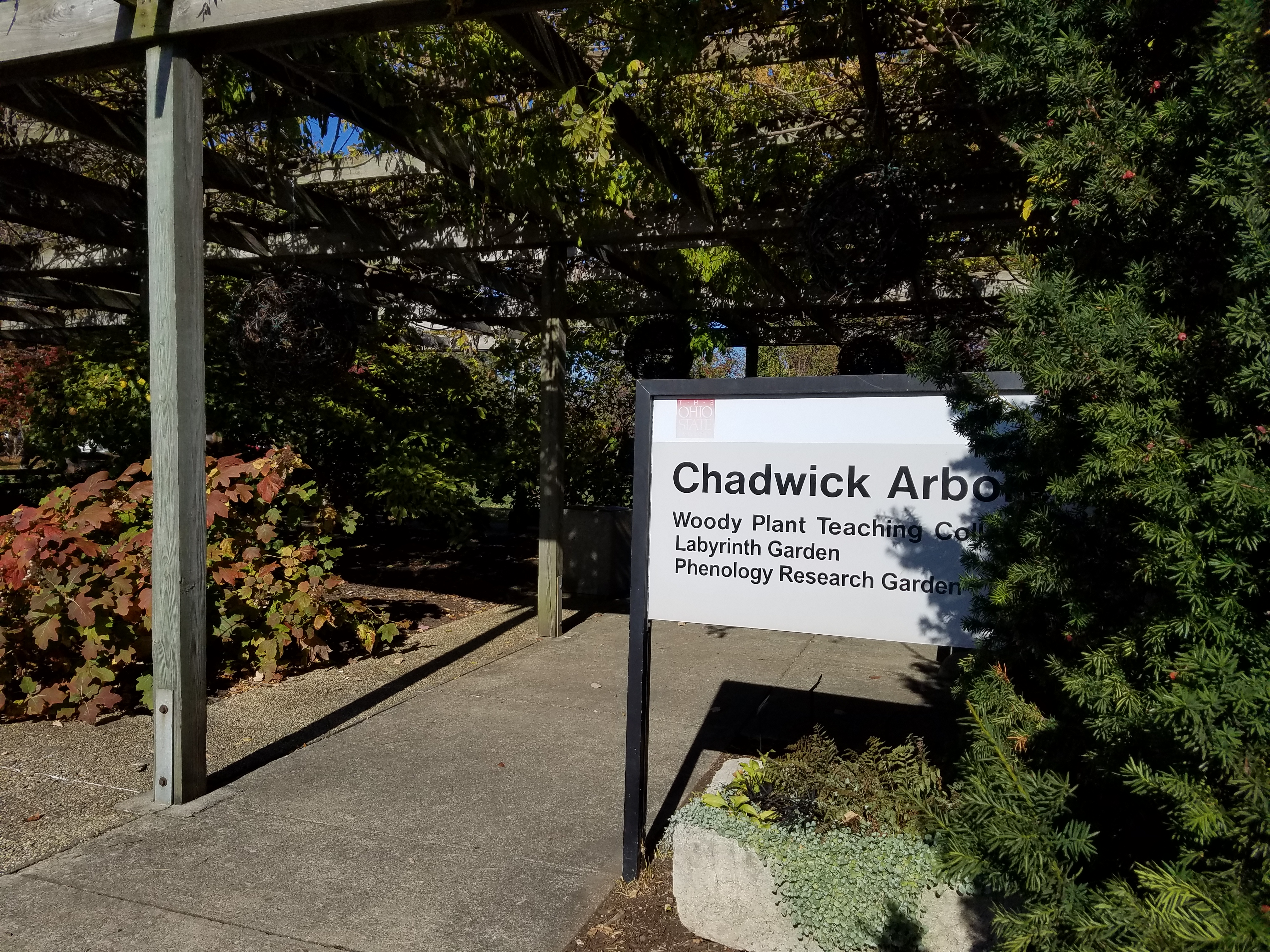
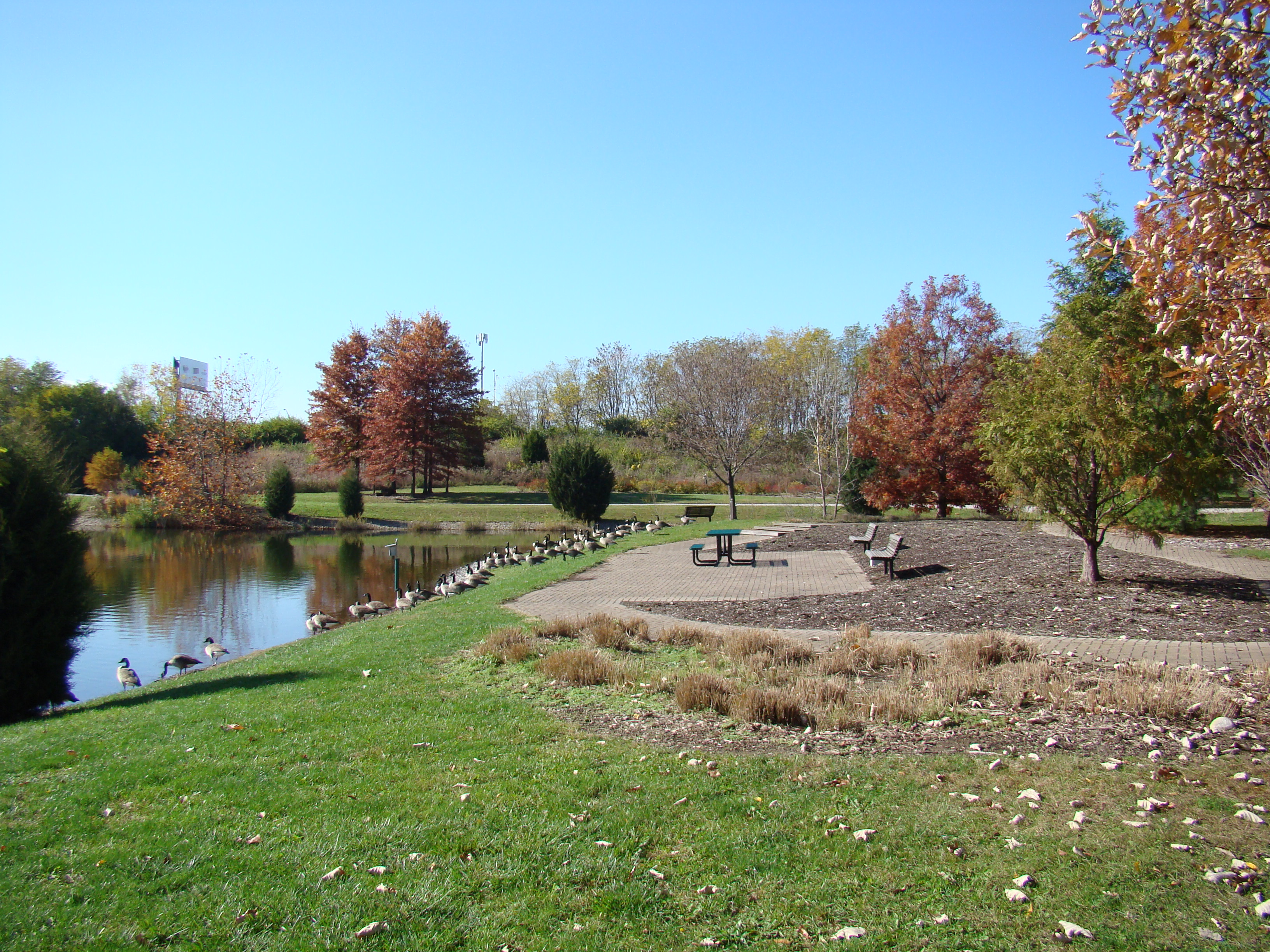
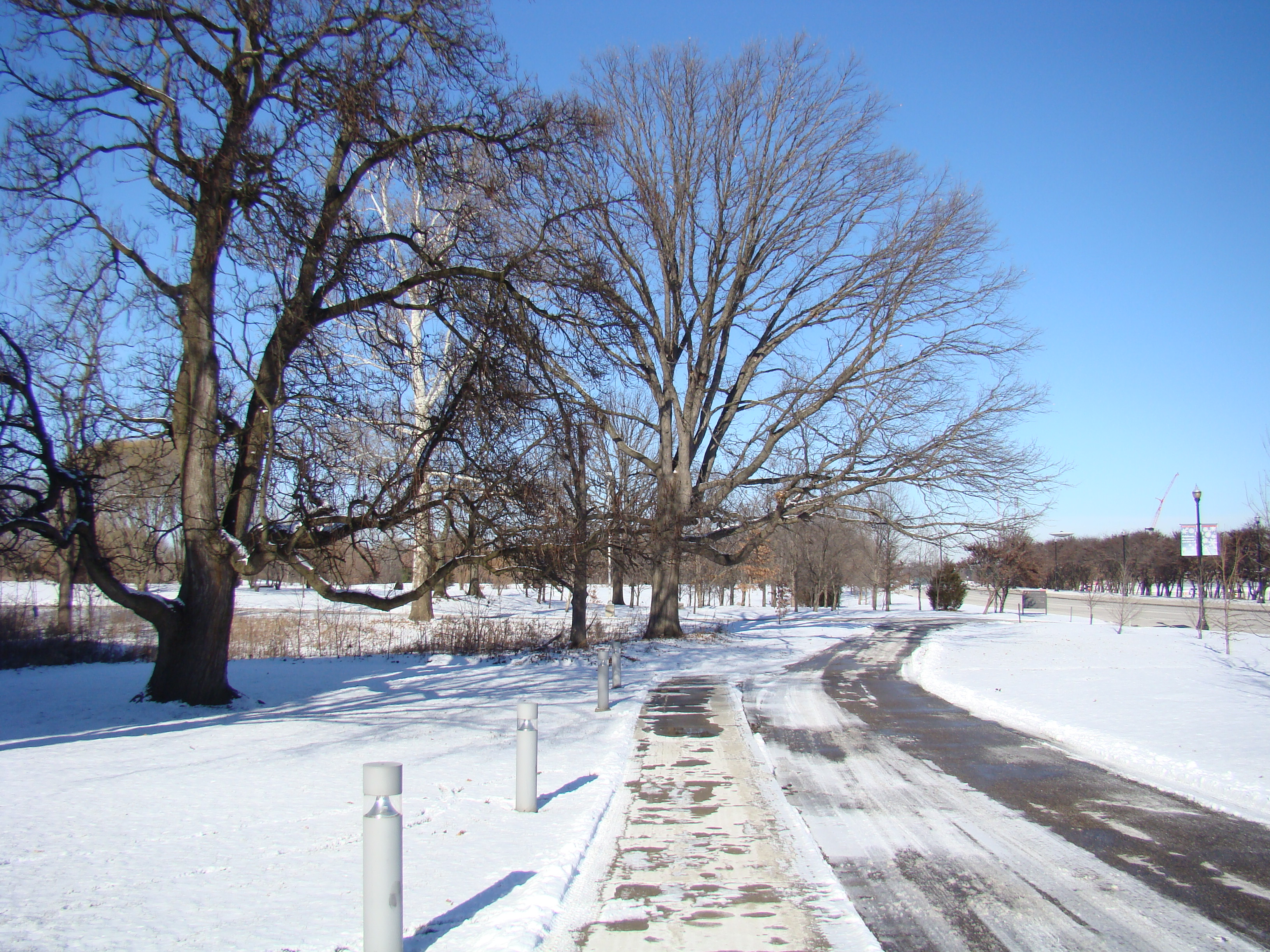
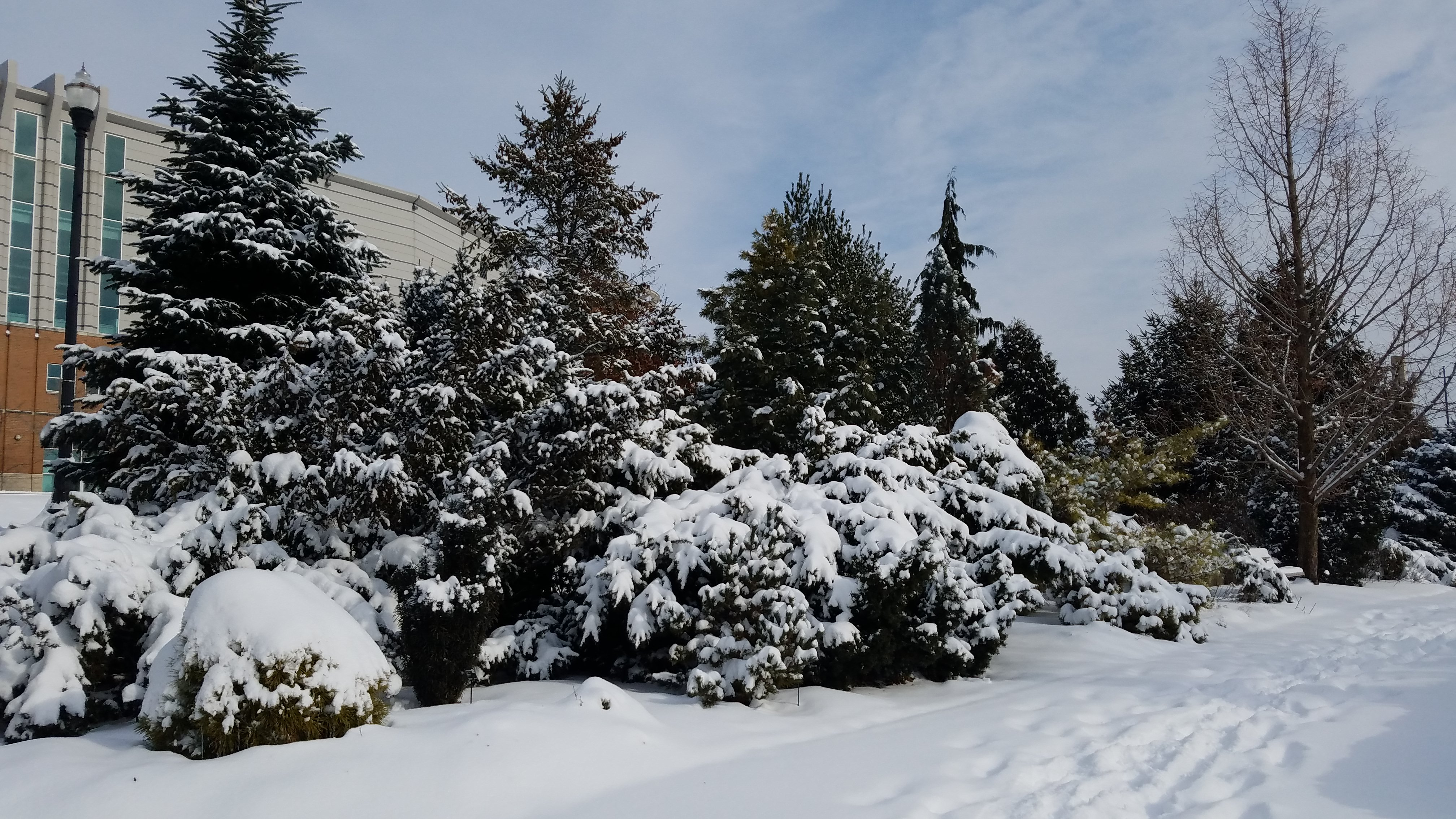

Коллекция дендрария
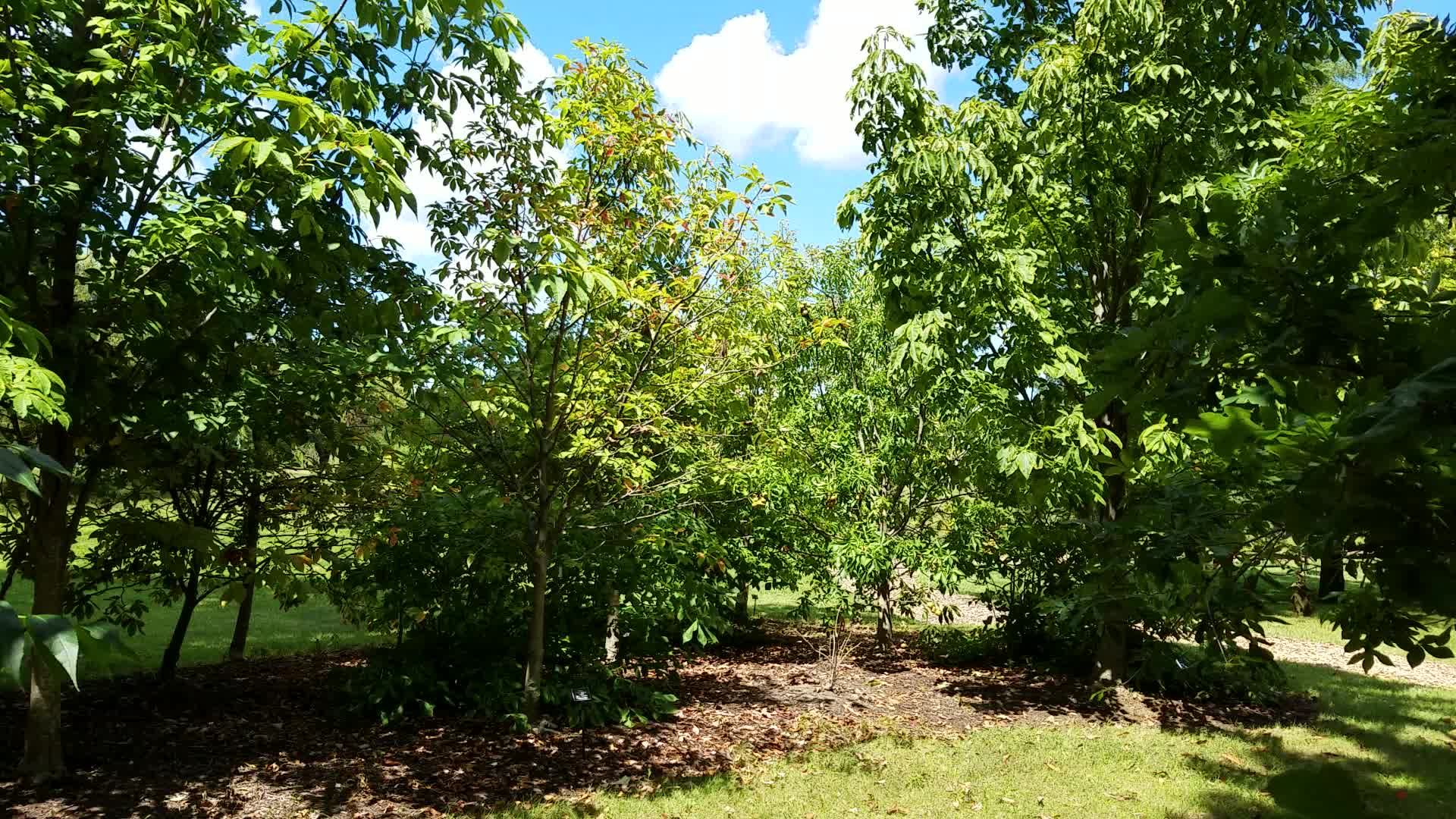
Конский каштан
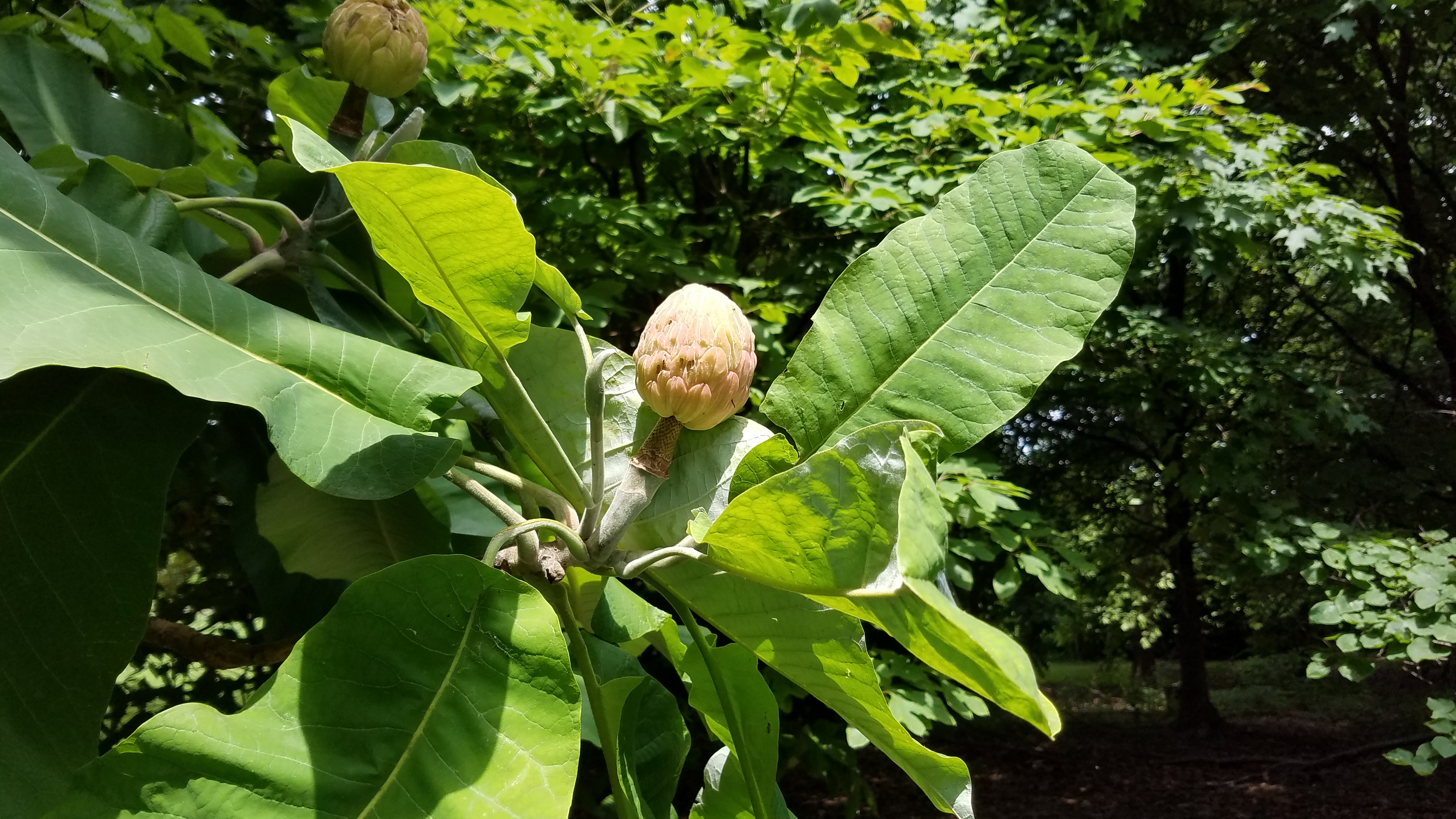
Магнолия крупнолистная
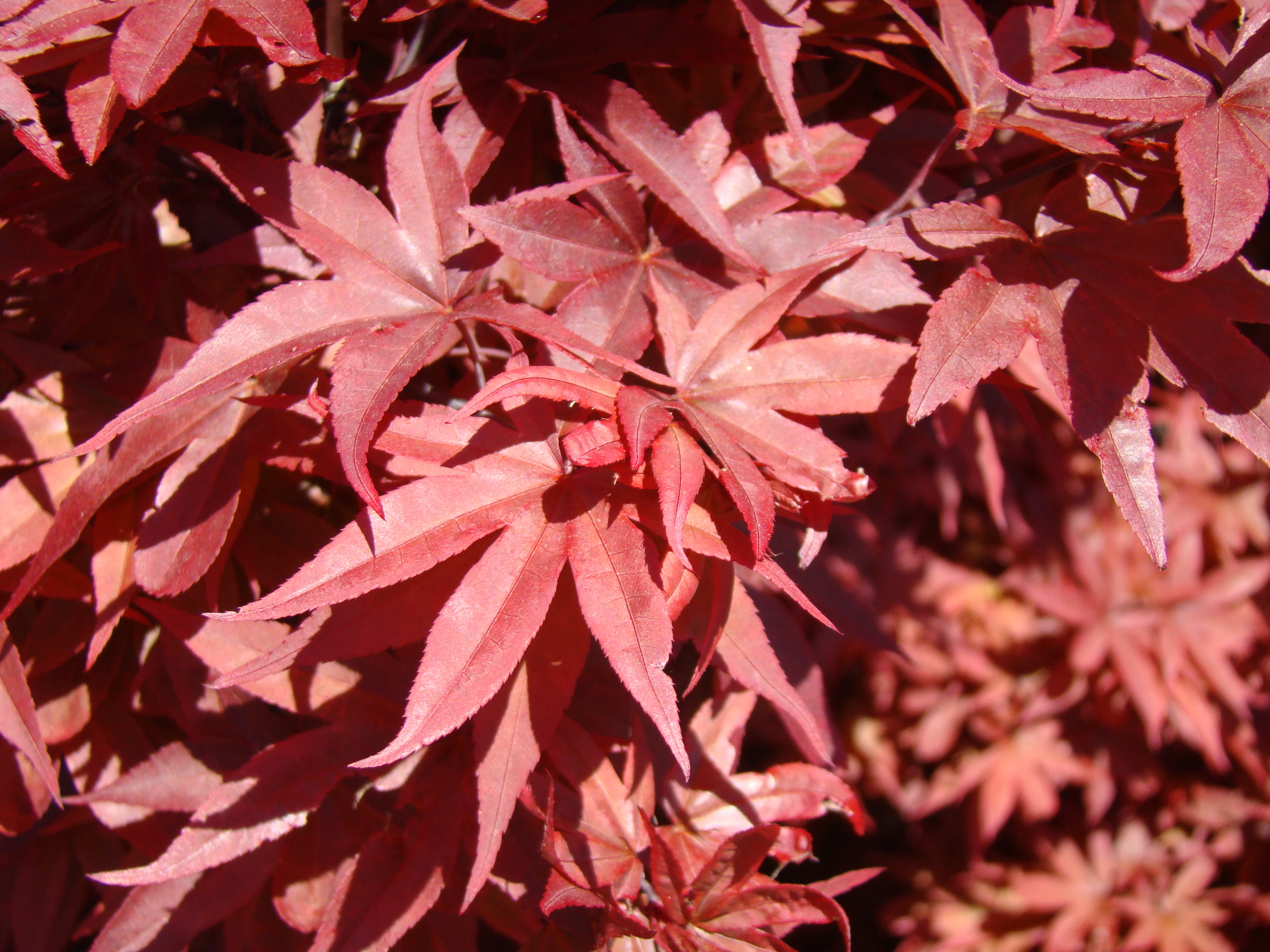
Клён дланевидный
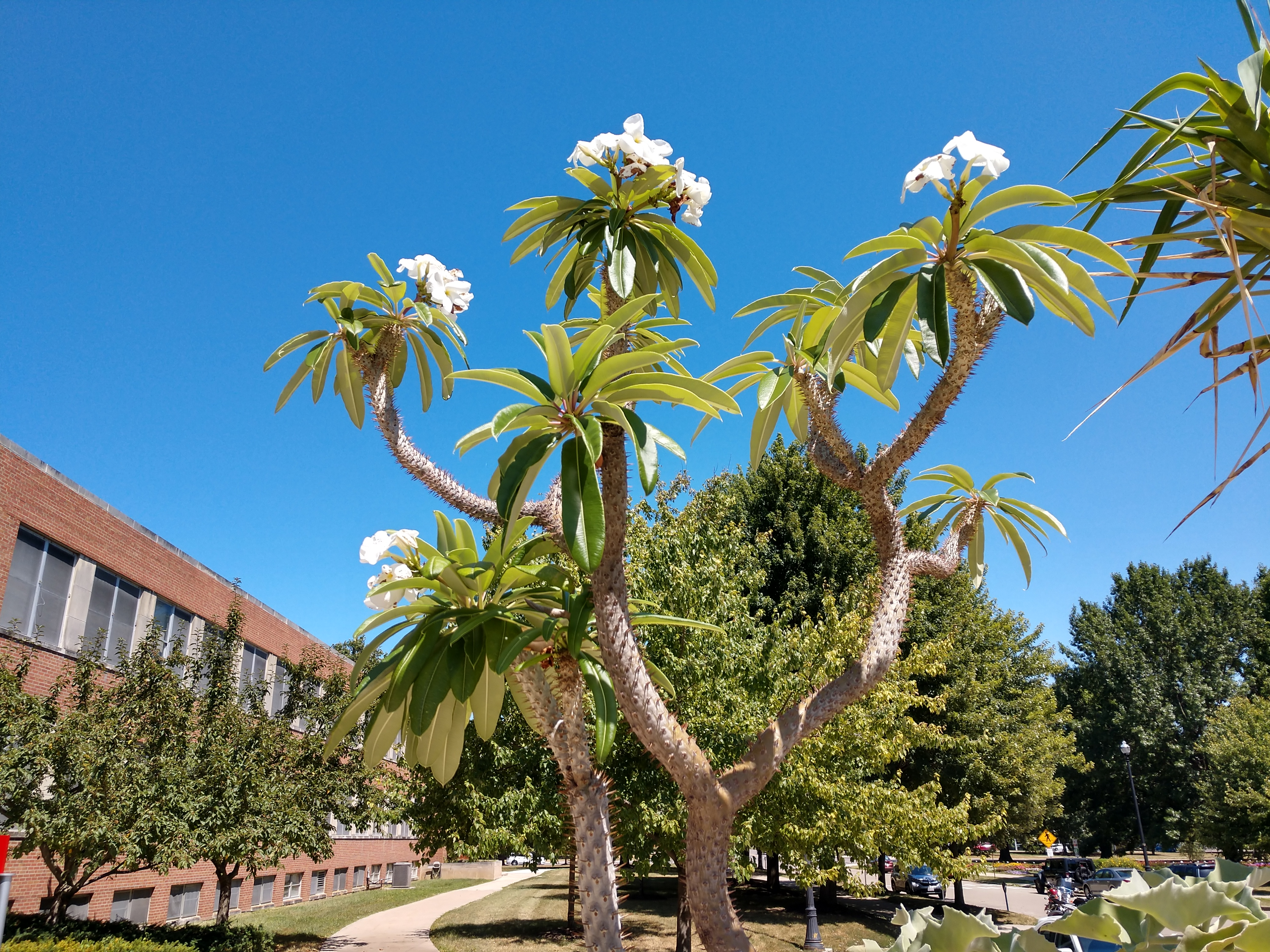
Пахиподиум